# 夜歩き
夜歩き（よあるき）は、日本のお笑いコンビ。吉本興業所属。

## メンバー
山口 バック（やまぐち バック、2003年4月15日 -（21歳））
ネタ作り担当。
香川県高松市出身。身長172 cm、体重56 kg。血液型はO型。
趣味は恋愛リアリティショー鑑賞、サウナ。

池田 涼馬（いけだ りょうま、2003年6月13日 -（21歳））
香川県高松市出身。身長182 cm、体重80 kg。血液型はB型。
趣味は散歩、料理、ランニング、ゲーム。

## 来歴
小学校の同級生として出会い、2人は中学〜高校まで一緒だった。小学生だった山口は実家で親が録画していたザ・ドリフターズのビデオを繰り返し観続け、次第にお笑いへ興味を抱くようになった。中学へ進学してから山口は同じ野球部だった池田を部活引退後に誘い、池田は承諾してコンビ結成に至った。同級生の中で池田を勧誘した理由は山口曰く「他にも組みたいヤツは何人かいたんですけど、みんな『就職するためには、この高校へ行く』と現実的なことを言っていて、でも池田だけが『将来は社長になりたい』とワケのわからないことを言っていたので、『ちょっと動かせば、いけるかな?』と思って誘いました」。実は中学2年時にも池田は一度誘われていたものの断り、改めて3年時に再び誘われ迷っていたが、飲み物を買おうと入ったコンビニの雑誌コーナーで表紙に載っていた女優を眺めている内に「芸人になったら、もしかしてこの人たちに会えんのかな?」という発想に辿り着き、山口の誘いを受け入れていた。
コンビ名は高校1年時、2人でよく夜に歩きながら話していたのが由来。組んで間もない頃のコンビ名は「ハルジオン」だったがかっこ良すぎるということで響きの良い「ボンド」を混ぜて「ハルボンド」としたものの、華がなくてパッとしなかったため現在の「夜歩き」に改めた。NSC入学以前から2人は高校生コンビとして活動し、M-1グランプリにも「ハルボンド」時代からエントリーしていた。

## 芸風
主に漫才で、池田が一方的に喋りつつ山口は横からブツブツ一言で反応していくスタイル。ボケ・ツッコミの役割がなく、各々が「ストーリーテラー（池田）」「相づち（山口）」としている。

## 出演
- THE 笑晦日「おもしろ荘年末年始SP」（日本テレビ）※テレビ初出演[1][2][5]。
- ネタパレ（フジテレビ）- 2024年5月17日
- ネタパレ（フジテレビ）- 2024年6月28日